# Đulbastije
Đulbastije (ćulbastija), orijentalno jelo koji se priprema na isti način kao i ćevapčići (mljeveno meso pečeno na žaru, katkad pod pepelom), s tim što su đulbastije spljoštene tako da izgledaju kao male pljeskavice. Mljevenoj junetini ili janjetini se doda češnjak, jaje, natopljen i iscijeđen kruh, sol, papar, pa se oblikuju đulbastije veličine dlana. Uvaljaju se u brašno i prže u vrelom ulju. Prije posluživanja se na đulbastije iscijedi malo limunovog soka.